# Арканзас сити (Канзас)
Арканзас сити (на английски: Arkansas City) е град в окръг Каули, Канзас. Населението му e 12 415 души. Основан е в 1870 г. Около 80% от населението е бяло. Средната възраст е 33.8 години.
Градът е разположен по протежение на северния бряг на река Арканзас и на запад при сливането на река Уолнът. Намира се на кръстопът на US Route 77 и US Route 166, само на 6,4 километра северно от границата между Канзас и Оклахома. Арканзас сити се намира на 54 мили (87 километра) югоизточно от Уичита.